# Subdiviziunile Republicii Peru
Subdiviziunile administrative din Peru s-au schimbat din când în când de când națiunea și-a câștigat independența față de Spania la începutul secolului al XIX-lea. Vechile subdiviziuni teritoriale s-au împărțit sau s-au contopit din mai multe motive, cele mai frecvente fiind nevoia de descentralizare și creșterea populației, în special în Lima.

## Istorie
Peru a fost împărțit în 24 de departamente până la crearea regiunilor în 2002. Aceste regiuni sunt conduse de guverne regionale. Multe persoane folosesc încă vechiul termen departamentos când se referă la actualele regiuni din Peru, deși acum nu mai este necesar. Departamentele erau identice cu regiunile de astăzi, cu excepția a două regiuni noi (Callao și Lima). Înainte de schimbarea din 2002, provincia Lima (care este practic orașul Lima) făcea parte din departamentul Lima, iar orașul Callao avea statutul special de Provincia Constitucional (provincie constituțională). Când legea de regionalizare a fost adoptată, regiunea Callao a fost creată din fosta provincie constituțională, iar provincia Lima s-a separat de restul departamentului Lima, care la rândul său a ajuns să formeze noua Regiune Lima. O încercare eșuată de a împărți țara în douăsprezece regiuni autonome a fost făcută anterior în anii 1980 sub guvernul lui Alan García.

## Districte
Pentru ca un nou district să fie înființat legal, o lege din 1982 prevede ca un număr minim de rezidenți să trăiască în zonă: 3.500 dacă este situat în pădure, 4.000 în zonele muntoase ale Anilor și 10.000 în zona de coastă.
În zona andină uscată, multe districte au mai puțin de 3.500 de locuitori. În unele cazuri, populația lor a scăzut în comparație cu zilele în care au fost înființate. Districtele care sunt situate la altitudini foarte mari tind să fie puțin populate. Aceste districte sunt, de obicei, mari ca suprafață, dar au puține terenuri disponibile pentru a fi locuite. Multe servicii guvernamentale de bază nu ajung la toți locuitorii din aceste districte din cauza geografiei lor dificile. Multe astfel de districte nu au mijloace financiare pentru a guverna asupra întregii lor jurisdicții și au deseori rate mari de emigrare.
Un model similar poate fi observat în multe districte situate în pădurea Amazoniană tropicală. Considerate așezări importante create în epoca colonizării, acum nu oferă mult spațiu agriculturii. Mai adânc în junglă, districtele selva baja (jungla inferioară) au populații mai mari care trăiesc în districte mari din punct de vedere geografic. Districtele situate în afara fostei zone colonizate au populații foarte mici, care sunt compuse în întregime din triburi native amazoniene.
În toată țara, multe districte au populații mai mari decât minimul impus de lege. Acest lucru este valabil pentru zonele colonizate din pădurea tropicală și din nordul Anzilor, precum și în Anzii sudici, de la Huancayo până la țărmurile Lacului Titicaca, care este zona istorică a zonelor înalte din Peru. Aceste districte sunt centre vechi ale civilizației; acestea tind să fie mai mici ca suprafață, cu densități mari de populație încă din perioada pre-hispanică.
Districtele din Chala (zona de coastă) tind să fie de dimensiuni medii, cu excepția zonelor cu densitate scăzută, cum ar fi deșertul Sechura și o parte a coastei de sud. Toate au câștigat populații mari datorită emigrării din alte regiuni ale țării, ceea ce a transformat coasta peruană în principala putere economică a țării.
În mod ideal, districtele cu o populație de peste 10.000 de locuitori ar trebui subdivizate, în special dacă au și o suprafață mare, cum este cazul unei păduri tropicale Amazon. Colonizarea se poate întâmpla rapid, iar granițele districtelor nu sunt adesea modificate, cu excepția zonelor urbane mari. Aceasta este o problemă mai mică pe coastă, unde comunicarea este mai ușoară. Cu toate acestea, atingerea unei populații mari rămâne o problemă în această zonă. [1]

## Diviziunea actuală
Teritoriul statului Peru, conform Legii regionalizării, care a fost adoptată la 18 noiembrie 2002, este împărțit în 26 de unități: 25 de regiuni (regiones; singular: región) și provincia Lima. Regiunile sunt subdivizate în provincii (provincias), care sunt compuse din districte (distritos). În acest moment există 196 de provincii și 1.869 de districte în Peru. [2]
Provincia Lima, situată în zona de coastă centrală a țării, este unică prin faptul că nu aparține niciunei din cele douăzeci și cinci de regiuni. (Orașul Lima, care este capitala națiunii, este situat în această provincie.)
Callao este și regiunea sa proprie, care include o singură provincie, provincia constituțională Callao.